# فريدريك دونلاب
فريدريك دونلاب (بالإنجليزية: Frederick Dunlap)‏ هو مدير فني أمريكي، ولد في 18 أبريل 1928.